# 高山郡
高山郡（コサンぐん）は、朝鮮民主主義人民共和国の江原道に属する郡。

## 地理
半島を東北から西南に横断する楸哥嶺地溝帯（楸哥嶺構造谷）の中にある。西に馬息嶺山脈、南に太白山脈があり、山々に囲まれた盆地となっており、南大川が流れる。郡内の最高峰は西南に位置する楸愛山（チュエサン/추애산、1528m）。
古来、中央と咸鏡道を結ぶ楸哥嶺越えの交通の要衝であり、近代に入ると京元線（現・江原線）がこのルートに建設された。また、東南の淮陽方面に越える鉄嶺（チョルリョン/철령、673m）も主要な峠道で、朝鮮における関北（咸鏡道）の地方名は鉄嶺を基準にしている。
北と東は安辺郡に囲まれており、西に法洞郡、西南に洗浦郡、東南に淮陽郡と接している。

## 歴史
日本統治時代までは咸鏡南道安辺郡の一部であった地域。1952年の行政区画の改編によって安辺郡から分離した。

### 年表
この節の出典
- 1946年9月 - 安辺郡が咸鏡南道から江原道に移管される。
- 1952年12月 - 郡面里統廃合により、安辺郡新高山面・釈王寺面の各一部地域をもって、高山郡を設置。高山郡に以下の邑・里が成立。(1邑25里)
  - 高山邑・旧邑里・衛南里・沙峴里・富坪里・城北里・革昌里・竹根里・山陽里・舟川里・琴川里・山炭里・錦里・平和里・陵福里・九嶺里・演湖里・南山里・解放里・峯蓮里・雪峯里・新峴里・蘭庭里・龍池院里・錦豊里・両寺里
- 1954年 - 革昌里の一部が高山邑に編入。(1邑25里)
- 1961年 - 平和里・陵福里が合併し、釈王寺里が発足。(1邑24里)
- 1981年 - 釈王寺里が光明里に改称。(1邑24里)

## 行政区域
1邑24里から構成されている。
邑中心部の光明里は旧称・釈王寺里。
| - 高山邑（コサヌプ） - 光明里（クァンミョンニ） - 九嶺里（クリョンニ） - 旧邑里（クウムニ） - 錦里（クムニ） - 琴川里（クムチョンニ） - 錦豊里（クムプンニ） - 南山里（ナムサンニ） - 蘭庭里（ランジョンニ） - 両寺里（リャンサリ） - 龍池院里（リョンジウォンニ） - 峯蓮里（ポンニョンニ） - 富坪里（プピョンニ） | - 沙峴里（サヒョンニ） - 山陽里（サニャンニ） - 山炭里（サンタンニ） - 雪峯里（ソルポンニ） - 城北里（ソンブンニ） - 新峴里（シニョンニ） - 演湖里（ヨノリ） - 衛南里（ウィナムニ） - 舟川里（チュチョンニ） - 竹根里（チュックンニ） - 解放里（ヘバンニ） - 革昌里（ヒョクチャンニ） |

## 産業
農業と畜産業で成り立っている。

## 交通
鉄道路線の江原線が平壌と平康郡を結ぶ。
- 江原線
  - 南山駅 - 光明駅 - 龍池院駅 - 高山駅 - 董家里駅